# Notre-Dame du Puy-en-Velay
Pour les articles homonymes, voir Notre-Dame.

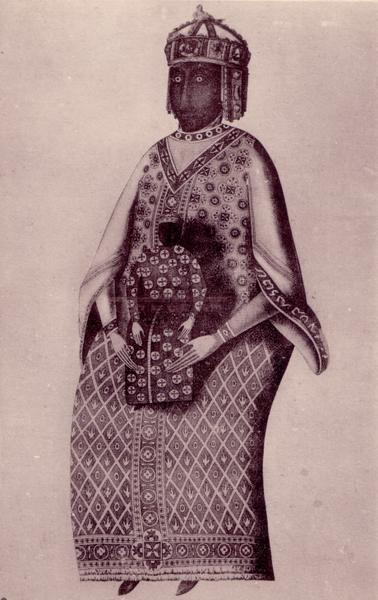
Vierge noire Notre-Dame du Puy-en-Velay, gravure, 1778.

Notre-Dame du Puy-en-Velay était une statue en bois de cèdre de 71 cm de haut, probablement de facture orientale, peut-être copte, qui fut brûlée lors de la Révolution française, le 8 juin 1794, jour de la Pentecôte, par Louis Guyardin, envoyé de la Convention nationale dans le département de la Haute-Loire.

## Historique
Représentant une Vierge noire assise sur un trône, l’Enfant Jésus sur les genoux, elle aurait été offerte, selon la légende, par le roi Louis IX de France lors de son retour de la Septième croisade. Barthélemy Faujas de Saint-Fond en laissa, en 1778, une description et Veyrenc en exécuta alors une gravure. La gravure a été publiée en 1778 dans l'ouvrage de Faujas "Recherches sur les volcans éteints du Vivarais et du Velay" dont un exemplaire est conservé à la bibliothèque municipale du Puy-en-Velay. La cathédrale du Puy-en-Velay possédait toutefois une Vierge noire bien avant le XIIIe siècle, les historiens s’accordant à signaler sa présence trois siècles auparavant, mais on en ignore la destinée.[réf. nécessaire]
Le 21 janvier 1794 (2 pluviôse an II), la Vierge noire arrachée de son autel fut dépouillée de ses richesses (pierres précieuses, dorures…) et reléguée aux Archives. Le 8 juin 1794, jour de la Pentecôte, les représentants du pouvoir révolutionnaire, dont Louis Guyardin, vinrent la chercher pour la brûler place du Martouret. Quand les toiles enduites de couleur eurent fini de se consumer, une petite porte secrète pratiquée dans le dos de la statue s'ouvrit et une sorte de parchemin roulé en boule en sortit.
La statue du XVIIe siècle qui se trouve actuellement sur le maître-autel provient de l’ancienne chapelle Saint-Maurice du Refuge. Elle fut couronnée sur la place du Breuil par l’évêque du Puy, Monseigneur Auguste de Morlhon, au nom du pape Pie IX, le 8 juin 1856 pour le 62e anniversaire de la destruction de la statue par le feu. L’actuelle Vierge noire est depuis lors montrée aux fidèles dans les rues de la ville du Puy lors des processions mariales, chaque 15 août, avec des solennités plus marquées lors des années de jubilé marial propres au Puy, deux ou trois fois par siècle, par exemple en 2005.

### Sources et bibliographie
: document utilisé comme source pour la rédaction de cet article.
- Barthélémy Faujas de Saint-Fond, Recherches sur les volcans éteints du Vivarais et du Velay, 1778.

- Pierre Cubizolles, Le diocèse du Puy-en-Velay des origines à nos jours, Nonette, Éditions Créer, 2005, 525 p. (ISBN 2-84819-030-2, lire en ligne).
- Sylvie Vilatte, La «déuote Image noire de Nostre-Dame» du Puy-en-Velay : histoire du reliquaire roman et de son noircissement. In: Revue belge de philologie et d'histoire. Tome 74 fasc. 3-4, 1996. Histoire medievale, moderne et contemporaine - Middeleeuwse, moderne en hedendaagse geschiedenis. p. 727-760 lire en ligne
- Michel Carlat, L’Ymage de Notre-Dame du Pui en Auvergne à la fin du XVe siècle : in Cahiers de la Haute-Loire, Le Puy-en-Velay, Cahiers de la Haute-Loire, 1993
- Philippe Kaeppelin, A propos d’une reconstitution de Notre-dame du Puy : in Cahiers de la Haute-Loire, Le Puy-en-Velay, Cahiers de la Haute-Loire, 1993
- Bernard Galland, « À propos de deux Vierges noires : Notre-Dame des Reymonds et Madame Tholance », Cahiers de la Haute-Loire, Le Puy-en-Velay,‎ 2020
- Pierre Cubizolles, « Début du pèlerinage à Notre-Dame du Puy (VIe siècle-XIe siècle) », Cahiers de la Haute-Loire, Le Puy-en-Velay,‎ 1995
- Michel Pomarat, La vierge noire du Puy : in Michel Pomarat, 1907-1999, une vie, une œuvre, Le Puy-en-Velay, Cahiers de la Haute-Loire et Société académique du Puy-en-Velay et de la Haute-Loire, 2016.
- Sébastien Fray, « Esquisse d’une histoire du pèlerinage marial au Puy, des origines au XVIIe siècle », bulletin historique de la Société Académique du Puy-en-Velay et de la Haute-Loire, Le Puy-en-Velay, t. XCVII,‎ 2021